# Bonnechere Valley
Bonnechere Valley est une municipalité de canton du comté de Renfrew, en Ontario, au Canada. Elle compte une population de 3 674 personnes lors du recensement du Canada de 2016 et est créée en 2001 par la fusion du village d'Eganville et des cantons de Grattan, Sebastapol et South Algona. 

## Localités
Le centre administratif et commercial de Bonnechere Valley est Eganville, une petite localité occupant une profonde vallée de calcaire située à la cinquième chute de la rivière Bonnechère.
Le canton comprend également les localités d'Augsbourg, Castille, Clontarf, Constant Creek, Cormac, Dacre, Donegal, Esmonde, Grattan, Lake Clear, McGrath, Perrault, Ruby, Silver Lake, Scotch Bush, Vanbrugh, Woermke et Zadow, ainsi que les villes fantômes de Newfoundout, Balaclava et Foymount.

## Histoire
L'énergie procurée par la puissance de la rivière Bonnechère est exploitée depuis 1848, mais c'est le moulin à farine de John Egan qui est reconnu pour avoir stimulé la croissance économique de la région.
En 1911, un grand incendie détruit de nombreux bâtiments à Eganville. Un total de 75 maisons sont perdues ainsi que des écoles, des églises et des industries des deux côtés de la rivière Bonnechère. Cet incendie est déclenché par deux adolescents fumant des cigarettes dans un hangar. Un an plus tard, le bâtiment municipal est érigé et sert de bureau de poste du village pendant près d'un siècle. Ce bâtiment est depuis devenu le siège du musée Bonnechère et l'un des symboles les plus connus d'Eganville.

## Démographie
Selon le recensement canadien de 2021, Bonnechere Valley compte une population de 3 898 personnes, soit une augmentation de 6,1 % depuis 2016 lorsque la population avait été établie à 3 674. Avec un territoire d'une superficie de 588,36 kilomètres carrés, sa densité de population est de 6,6 habitants au kilomètre carré en 2021.